# CS Dinamo București (volei masculin)
CS Dinamo București este un club de volei din București, România care evoluează în Divizia A1 Masculin. Este de 19 ori campioană națională și în trei rânduri câștigătoare a Cupei Campionilor Europeni.

## Istoric
Secția de volei a fost fondată în 1948 din fuziunea altor cluburi de volei. 1949 este anul primului nucleu voleibalistic la Dinamo (totul începea printr-o participare la campionatul capitalei). In 1953, Dinamo câștiga primul său titlu național. De-a lungul timpului, băieții au cucerit 19 titluri de campioni ai țării, 3 cupe ale României și 2 supercupe.

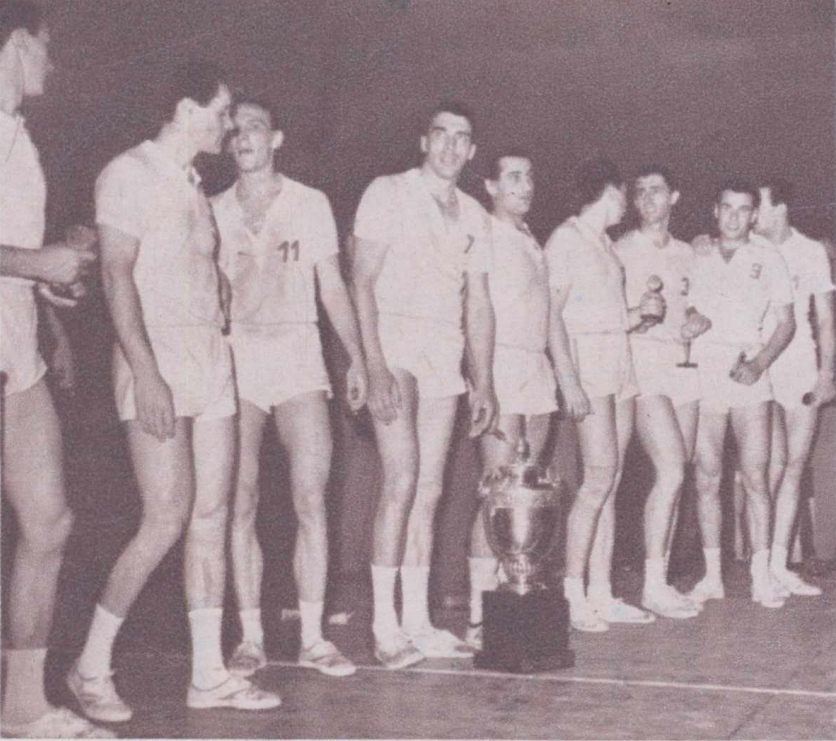
Dinamo București cu trofeul Cupa Campionilor Europeni (1966)

Prima sa victorie internațională a venit în 1966, cu triumful în Cupa Campionilor Europeni, într-o finală contra rivalei bucureștene Rapid, scor 2-0. Anul următor a adus o repetare a performanței, Dinamo trecând din nou în finală de Rapid, de această dată cu două victorii la una. În 1968, Dinamo a fost învinsă în finală de Spartak Brno Din Cehoslovacia. În 1974 și 1977 a ajuns din nou în finală, dar a fost învinsă de fiecare dată de echipa rusă ȚSKA Moscova. În 1979, Dinamo a cucerit un nou trofeu european, Cupa Cupelor. Iar în 1981, a redevenit campioana Europei.
De-a lungul timpului, mulți jucători dinamoviști au avut succese majore cu echipa națională:
- medalie de bronz la Jocurile Olimpice din 1980, la Moscova (cu alb-roșii Marius Căta-Chițiga, Laurențiu Dumănoiu, Dan Gîrleanu, Corneliu Oros, adică trei sferturi din sextetul naționalei)
- două titluri de vicecampioană mondială (în anii 1956 și 1966) – cu jucători precum Caius Miculescu, Eduard Derszei, Mihai Târlici, Gheorghe Corbeanu, Mihai Stoian, William Schreiber
- un titlu de campioană a Europei, două de vicecampioană continentală si trei medalii de bronz (între componenții echipei: Radu Ganciu, Mircea Tutovan, Gabriel Udișteanu)

Una dintre cele mai pregnante personalități ale voleiului dinamovist și, totodată, românesc a fost profesorul Gheorghe Constantinescu care, după ce a dus voleiul dinamovist în fruntea ierarhiei interne, a preluat echipa de volei fete cu care a obținut aceleași rezultate absolut excepționale. Au urmat anii 1966-67, cu profesorul Victor Surugiu la timona acelei echipe. Între antrenorii cu performanțe la Dinamo mai sunt George Eremia, William Schreiber, Veneriu Tătaru, Marian Păușescu, Florin Tiucra, Daniel Rădulescu. 
Dinamo a redevenit campioană a României în 2025, punând capăt unei perioade de 30 de ani fără trofeu în divizia națională.

## Numele echipei
- 1949-2004: Dinamo București
- 2004-2005: Dinamo-Delta București
- 2005-2006: Dinamo București
- 2006-2007: Dinamo-Lemtrans București
- 2007-: Dinamo București

## Palmares
| Competiții naționale | Competiții internaționale |
| Divizia A1 de volei masculin Campioni (19) : 1953, 1958, 1972, 1973, 1974, 1975, 1976, 1977, 1979, 1980, 1981, 1982, 1983, 1984, 1985, 1992, 1994, 1995, 2025 Vicecampioni (4): 1988, 1989, 2007, 2009. Cupa României Câștigători (4) : 2011, 2019, 2021,2022 Finaliști (2): 2012, 2014. SuperCupa României Câștigători (2) : 2021, 2022. Finaliști (1): 2019. | Liga Campionilor (fosta Cupa Campionilor până în 1999/2000): Câștigători (3) : 1965/66; 1966/67; 1980/81 Finaliști (3): 1967/68, 1973/74, 1976/77 Locul 3 (1): 1982. CEV Cup (fosta Cupa Cupelor până în 1999/2000, fosta Top Teams Cup până în 2006/07 ): Câștigători (1) : 1978/79 Cupa Challenge (fosta CEV Cup până în 2006/2007): - Sferturi de finală (2): 1990/91; 1991/92 |

## Personalități ale clubului

### Jucători emblematici
- Marius Căta-Chițiga
- Gheorghe Crețu
- Dan Gîrleanu
- Corneliu Oros
- Pierre Pujol

### Antrenori
- 1964-1969 :  Sebastian Mihăilescu
- ? :  Daniel Radulescu
- ? :  Marian Constantin
- 2020-2021 :  Stevan Ljubičić
- 2021-2023 :  Fernando Muñoz Benítez
- 2023-2024 :  Stelian Moculescu
- 2024-prezent:  Bogdan Tănase